# Een gezellig avondje
Een gezellig avondje is een van de afleveringen van het Belgische hoorspelenreeks Maskers en Mysterie. Het is een verhaal van Charles Maître en in het Nederlands bewerkt door Nico Romain. De speelduur is 43 minuten.

## Rolverdeling
- Michael Pas - Francis Sénac
- Walter Cornelis - inspecteur
- Ugo Prinsen - commissaris
- Anton Cogen - bankier
- Emmy Leemans - Colette/Denise Lemoine
- Dirk Van Vaerenbergh - Albert Lemoine

## Verhaal
Francis Sénac is een man van twaalf ambachten en dertien ongelukken. Altijd is hij wel verwikkeld in een of ander duister zaakje. Zo wil hij nu zijn ex-vriendin en escortmeisje overhalen een zekere Albert Lemoine te strikken. Albert is bankbediende en Francis denkt in Albert de toegang te hebben gevonden naar een goedgevulde spaarpot.